# Березень 2003
Березень 2003 — третій місяць 2003 року, що розпочався у суботу 1 березня та закінчився у понеділок 31 березня.

## Події
- 8 березня — на референдумі Мальта отримала достатню кількість голосів для вступу в Європейський Союз у 2004 році.
- 9 березня — у Баку (Азербайджан) відкрито найбільшу в Європі синагогу.
- 10 березня — Катастрофа Douglas DC-3 в аеропорту Румбек, Південний Судан.
- 12 березня — вбито Зорана Джинджича, прем'єр-міністра Сербії.
- 15 березня — Ху Цзіньтао обраний президентом Китаю.